# Угърчин (община)
Община Угърчин се намира в Северна България и е една от съставните общини на Област Ловеч.

## География

### Географско положение, граници, големина
Общината е разположена в централната и северна част на Област Ловеч. С площта си от 523,103 km2 заема 4-то място сред 8-те общините на областта, което съставлява 12,67% от територията на областта. Границите ѝ са следните:
- на изток – община Ловеч;
- на юг – община Троян;
- на югозапад – община Тетевен;
- на северозапад – община Луковит;
- на север – община Плевен, Област Плевен.

### Природни ресурси

#### Релеф
Релефът на общината е средно и ниско планински и хълмист, като територията ѝ изцяло попада в пределите на Средния Предбалкан, като на нейна територия се намират части от пет орографски единици.
Най-южната част на общината се заема от северните склонове на най-високата планина на Предбалкана – Васильовска планина, с връх Васильов 1490 m, издигащ се в най-южната точка на общината.
Северно от нея, през средата на община Угърчин се издига рида Гагайка. Той започва на запад от пролома Боаза на река Вит и завършва под името Кичера при село Микре. Най-високата му точка връх Агъла (523 m) се издига североизточно от село Сопот, а северно от селото Сопотска река го проломява с дълбока каньоновидна долина. Източно продължение на рида Гагайка са Микренските височини (връх Пашаалан 875 m), от които в пределите на общината попадат западните и северозападните им части.
Северно от рида Гагайка и Микренските височини са разположени ниските Угърчинските височини, които заемат почти 2/3 от цялата площ на община Угърчин. Тяхната максимална височина връх Палангурска могила (507 m) се намира в най-югозападната им част, северно осело Славщица. Угърчинските височини са разделени на две половини, западна и зточна от дълбоката, на места каньоновидна долина на река Каменица. В нейното корито, северно от село Драгана се намира най-ниската точка на общината – 191 m н.в.
Петата последна орографска единица в общината – Ловчанските височини се простират в най-източната ѝ част, със своите югозападни разклонения. Тук североизточно от заличеното село Киркова махала се издига най-високият им връх Гюнето (655 m).

#### Води
Над 95% от територията на община Угърчин принадлежи към водосборния басейн на река Вит. Основна водна артерия е десния приток на Вит река Каменица (49 km). Тя извира под връх Гюнето в Ловчанските височини, тече на запад, северозапад и север в широка долина до махала Съботковци. След това реката навлиза в дълбок каньон, при село Драгана излиза от каньона, а след селото навлиза във втори и напуска пределите на общината. На нея, в широко долинно разширение е разположен общинския център град Угърчин. Основни притоци на Каменица са реките: Сопотска река (Батънска река, ляв) и Катунецка река (Тоша, десен).
Южната част на община Угърчин се отводнява от друг десен приток на Вит – река Калник (41 km) заедно с нейните леви притоци Лесидренска река (19 km) и Команска река.
На река Калник е изграден големият язовир Сопот, като в пределите на общината попада неговата долна част и преградната му стена.
В крайния изток на общината, през землището на село Голец протича река Дрипла, която е ляв приток на река Осъм и, която отводнява останалите 5% от територията ѝ.

## Население

### Етнически състав (2011)
Численост и дял на етническите групи според преброяването на населението през 2011 г.:
|                     | Численост | Дял (в %) |
| Общо                | 6505      | 100,00    |
| Българи             | 5291      | 81,34     |
| Турци               | 107       | 1,64      |
| Цигани              | 234       | 3,60      |
| Други               | 15        | 0,23      |
| Не се самоопределят | 43        | 0,66      |
| Неотговорили        | 815       | 12,53     |

### Населени места
Общината има 11 населени места с общо население 5035 жители към 7 септември 2021 г.
| Населено място | Население (2021 г.) | Площ на землището km2 | Забележка (старо име) | Населено място | Население (2021 г.) | Площ на землището km2 | Забележка (старо име)           |
| -------------- | ------------------- | --------------------- | --------------------- | -------------- | ------------------- | --------------------- | ------------------------------- |
| Голец          | 138                 | 41,590                |                       | Микре          | 119                 | 59,684                |                                 |
| Драгана        | 151                 | 32,079                |                       | Орляне         | 63                  | 13,154                |                                 |
| Каленик        | 113                 | 14,323                |                       | Славщица       | 55                  | 28,761                |                                 |
| Катунец        | 324                 | 48,671                |                       | Сопот          | 134                 | 37,264                |                                 |
| Кирчево        | 992                 | 20,178                | Помашка Лешница       | Угърчин        | 2163                | 134,806               |                                 |
| Лесидрен       | 783                 | 92,593                |                       | ОБЩО           | 5035                | 523,103               | няма населени места без землища |

## Административно-териториални промени
- през 1886 г. – заличена е м. Келеменли махла (Геджикли махла) без административен акт поради изселване;
- МЗ № 2820/обн. 14.08.1934 г. – преименува м. Селим махла на м. Киркова махла;
- МЗ № 2988/обн. 06.03.1944 г. – признава н.м. Василевски воденици за отделно населено място – м. Василковска махала;
- Указ № 5/обн. 8 януари 1963 г. – признава н.м. Диксан махлеси (от с. Катунец) за отделно населено място – с. Орляне;
- Указ № 546/обн. 15.09.1964 г. – признава с. Угърчин за с.гр.т. Угърчин;
- Указ № 960/обн. 4 януари 1966 г. – осъвременява името на м. Киркова махла на м. Киркова махала;
- Указ № 829/обн. 29.08.1969 г. – признава с.гр.т. Угърчин за гр. Угърчин;
- Указ № 562/обн. 06.04.1971 г. – преименува с. Помашка Лешница на с. Кирчево;
- На основание §7 (т.3) от Закона за административно-териториалното устройство на Република България (ДВ, бр. 63/14.07.1995 г.) всички махали, колиби, гари, минни и промишлени селища придобиват статут на села;
- Указ № 384/обн. 04.11.1996 г. – отделя с. Соколово и землището му от община Угърчин и го присъединява към община Ловеч;
- Реш МС № 489/обн. ДВ бр.52/10.07.2015 г. – заличава с. Василковска махала и го присъединява като квартал на с. Славщица;

– заличава с. Киркова махала и го присъединява като квартал на с. Голец.

## Транспорт
През общината преминават частично 6 пътя от Републиканската пътна мрежа на България с обща дължина 87,1 km:
- участък от 24,7 km от Републикански път I-4 (от km 20 до km 44,7);
- последният участък от 19,5 km от Републикански път III-307 (от km 20,3 до km 39,8);
- началният участък от 10,1 km от Републикански път III-401 (от km 0 до km 10,1);
- началният участък от 5,6 km от Републикански път III-402 (от km 0 до km 5,6);
- участък от 12,7 km от Републикански път III-3005 (от km 31 до km 43,7);
- последният участък от 14,5 km от Републикански път III-3504 (от km 16,3 до km 30,8).

## Топографска карта
- Лист от карта K-35-25. Мащаб: 1 : 100 000.
- Лист от карта K-35-26. Мащаб: 1 : 100 000.
- Лист от карта K-35-37. Мащаб: 1 : 100 000.